# Toma de posesión del estrecho de Magallanes

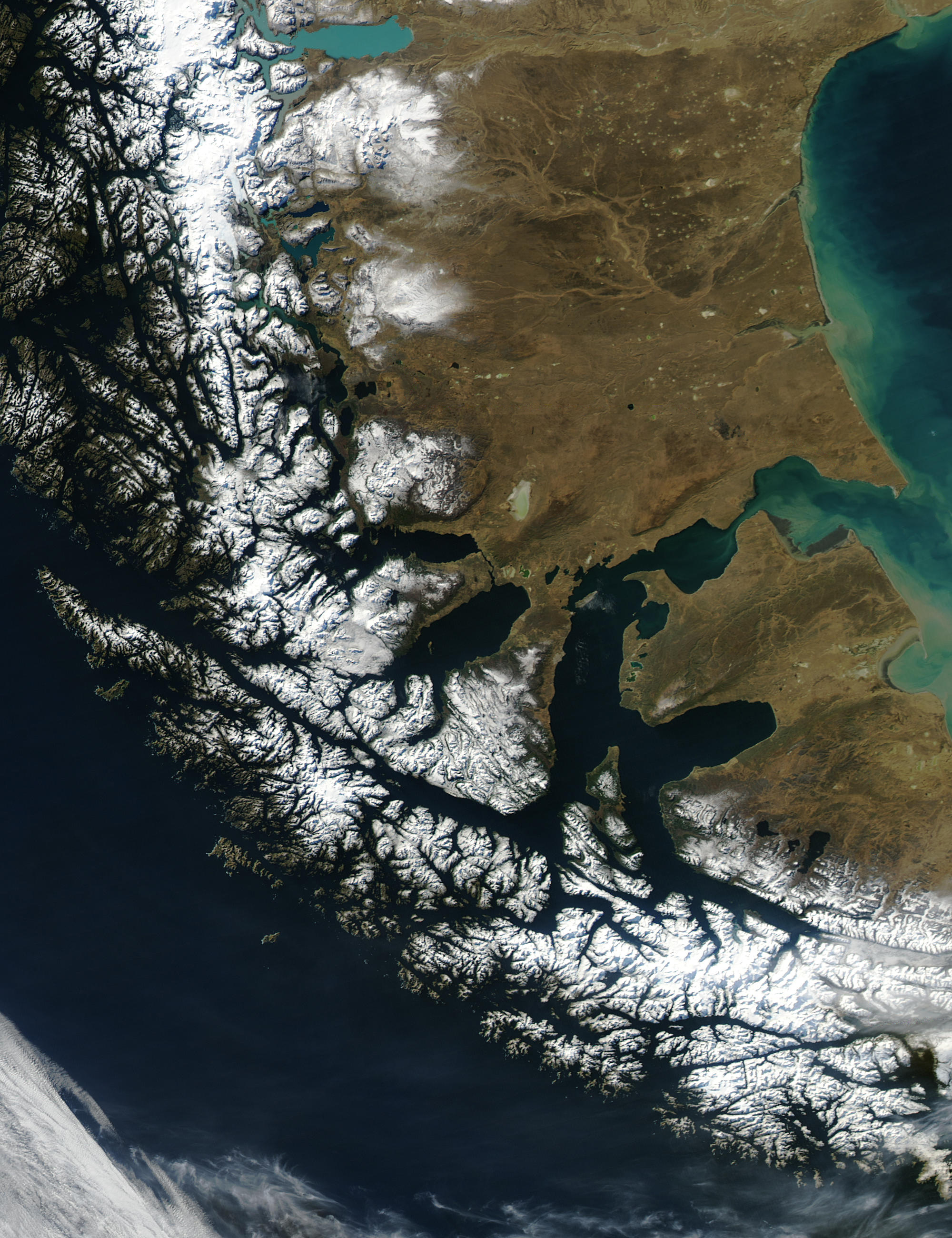
Estrecho de Magallanes.

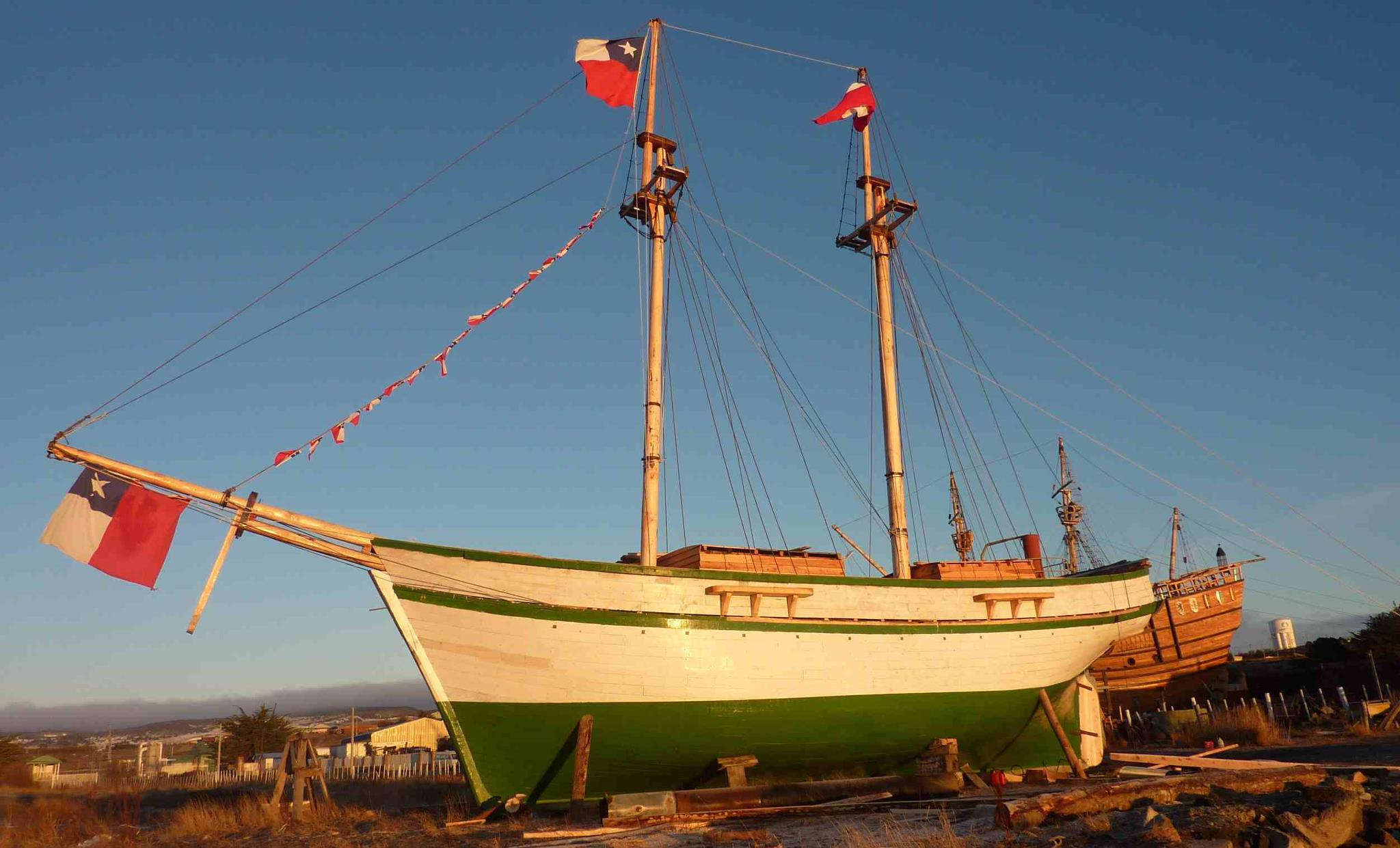
Réplica de la goleta Ancud en el Museo Nao Victoria de Punta Arenas.

La toma de posesión del estrecho de Magallanes recoge los antecedentes y acciones que llevaron a la República de Chile a tomar posesión del estrecho de Magallanes y el Fuerte Bulnes más tierras adyacentes en 1843.
Esta tarea le fue encomendada por el gobierno del general Manuel Bulnes en abril de 1843 al recién nombrado intendente de Chiloé, comisario contador de la marina, Domingo Espiñeira Riesco y ejecutada por el marino inglés nacionalizado chileno, capitán de fragata, John Williams Wilson, a la sazón capitán de puerto de San Carlos de Ancud.

## Antecedentes

### Res nullius
A comienzos del siglo XIX el reino de España ejercía su jurisdicción sobre las tierras meridionales de América. Sin embargo este dominio no había sido suficientemente reconocido a nivel universal, pues las naciones europeas consideraban a la Patagonia y la Tierra del Fuego como regiones no sujetas a dominio alguno, jurídicamente las consideraban res nullius.[cita requerida] Percepción que se afianzó cuando comenzó la independencia de los territorios españoles en América.[cita requerida]
La cartografía de la época mostraba las regiones de la Patagonia y la Tierra del Fuego totalmente diferenciadas de los países contiguos.

### Interés argentino
Las Provincias Unidas del Río de la Plata fueron las primeras en manifestar interés jurisdiccional sobre las tierras australes. La Junta de Gobierno de 1810 y las siguientes autoridades durante más de una década adoptaron diversas disposiciones jurisdiccionales, tales como ordenarle al comandante del fuerte de Carmen de Patagones la vigilancia de las costas situadas al sur del establecimiento, entre otras.

### Interés británico
El Reino Unido desde siempre había manifestado su interés por las tierras meridionales de América y sectores claves de los mares del mundo, pero ya en 1825 su política hacia las nacientes naciones americanas era contraria a asumir el gobierno o protección de cualquiera de las nuevas repúblicas, esto en relación con las proposiciones de su cónsul general en Santiago referente a ocupar la isla de Chiloé que se encontraba aún bajo el dominio español.
Lo que sí le interesaba era desarrollar la cartografía de la zona para facilitar el seguro tránsito de sus naves por esos intrincados pasos y canales en su comercio con los distintos países que iban naciendo en el globo y especialmente en América. 
Con ese fin había enviado dos expediciones a la zona austral que entre los años 1826 y 1836, bajo el mando del comandante Phillip Parker King primero y luego bajo el mando del comandante Robert Fitz Roy, quienes realizaron un formidable trabajo hidrográfico y de investigación que se vio reflejado en la excelente cartografía del Estrecho, la Tierra del Fuego, los canales patagónicos y la costa de la Patagonia argentina editada por el Almirantazgo Británico en 1837. Ambas expediciones fueron efectuadas reconociendo la soberanía chilena y argentina de esos lugares.

### Interés francés
El gobierno de Francia reactualizó su interés por la región austral de América a partir de 1827 en que el Tarn al mando del capitán Jean Baptiste de la Garde arribó a Chiloé, territorio recién incorporado al dominio de Chile pero que estaba poco poblado. Propuso a su gobierno la ocupación de los archipiélagos de los Chonos y de las Guaitecas, ambos ricos en recursos madereros aptos para la construcción naval.
A fines de 1837 arribó a la zona austral el comandante Julio César Dumont d'Urville al mando de las corbetas Astrolabe y Zeleé expedición que permaneció en Puerto del Hambre por un prolongado tiempo efectuando reconocimientos y trabajos hidrográficos. A su regreso a Francia, luego de circunnavegar el globo, Dumont d'Urville informó respecto a la conveniencia de que Francia estableciera una colonia en el estrecho de Magallanes la que serviría como punto de reabastecimiento de sus naves en tránsito a sus posesiones en Oceanía. Se señaló como lugar más apropiado a la bahía Laredo.
Francia consideró seriamente los informes de sus oficiales navales en cuanto a la conveniencia de establecer una colonia en el Estrecho y como parte de este proyecto, en 1842 envió la fragata Phaeton al mando del teniente de navío Louis Maissin con instrucciones de dirigirse a las islas Marquesas en Oceanía y en su paso por el estrecho de Magallanes explorar los lugares que podrían servir para reparar naves y aprovisionarlos de agua, madera y combustible.

### Chile y las tierras australes
Los primeros gobernantes chilenos luego de la Primera Junta de Gobierno de 1810 y hasta 1841 no mostraron ninguna preocupación por los territorios australes. Se atribuye esta aparente falta de preocupación a que durante la época española la mayoría de las expediciones a la zona del estrecho de Magallanes se efectuaron desde Chiloé, gobernación prácticamente separada de la gobernación de Chile y luego dependiente del Virreinato del Perú, además de que el territorio chileno estaba descontinuado desde el río Biobío al sur por la Guerra de Arauco y también porque los primeros gobiernos estuvieron más preocupados de consolidar la independencia del país antes de preocuparse de tan remotos territorios.
A comienzos del siglo XIX la construcción naval había comenzado a utilizar el vapor para la propulsión de las naves. En 1840 la Pacific Steam Navigation Company inició sus operaciones en Chile haciendo pasar por el estrecho de Magallanes dos vapores a rueda, el Chile y el Perú, naves que efectuaron la travesía en tan solo 30 horas en comparación con los más de cuarenta días que podía demorar un velero.
En 1841 el piloto estadounidense Jorge Mabon presentó al gobierno de la época una solicitud para que se le concediera un concesión en el estrecho de Magallanes, en forma exclusiva, por 10 años para prestar un servicio de remolque en esa vía. Mabon pensaba que podría remolcar los veleros con remolcadores a vapor evitándoles la peligrosa ruta del cabo de Hornos. El gobierno estimó que tal petición era materia de una ley, pero, antes de enviar un proyecto al Congreso, con fecha 21 de diciembre de 1841 designó una comisión ad hoc para que lo examinara. La comisión lo aprobó y dentro de su informe manifestó que Chile tenía el estrecho de Magallanes dentro de su territorio, pero que aún no había tomado posesión de aquel, y agregó otras consideraciones relativas a que parte del estrecho estaba al este de la cordillera de los Andes y, por lo tanto, la Confederación Argentina podría pedir participar. Esto último hizo que el gobierno del presidente Manuel Bulnes reaccionara con preocupación y considerara prioritario asegurar la posesión efectiva del estrecho de Magallanes.

## Visión de O'Higgins

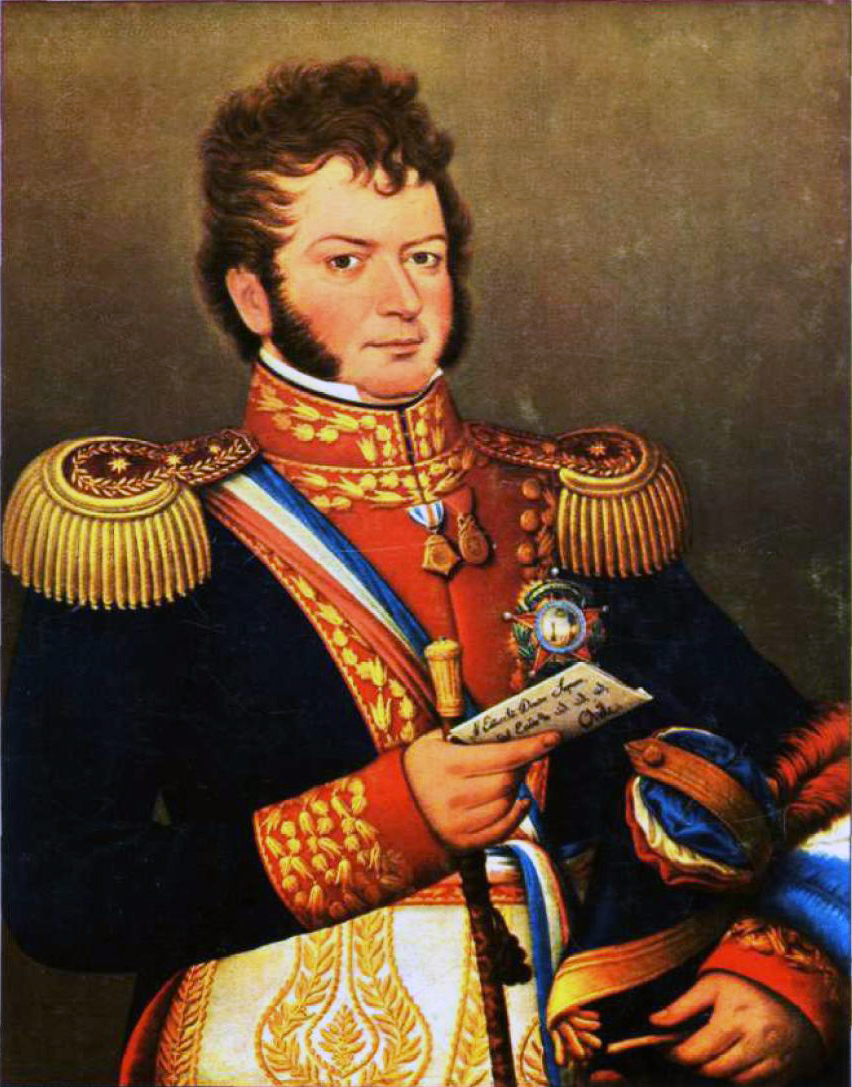
General Bernardo O'Higgins.

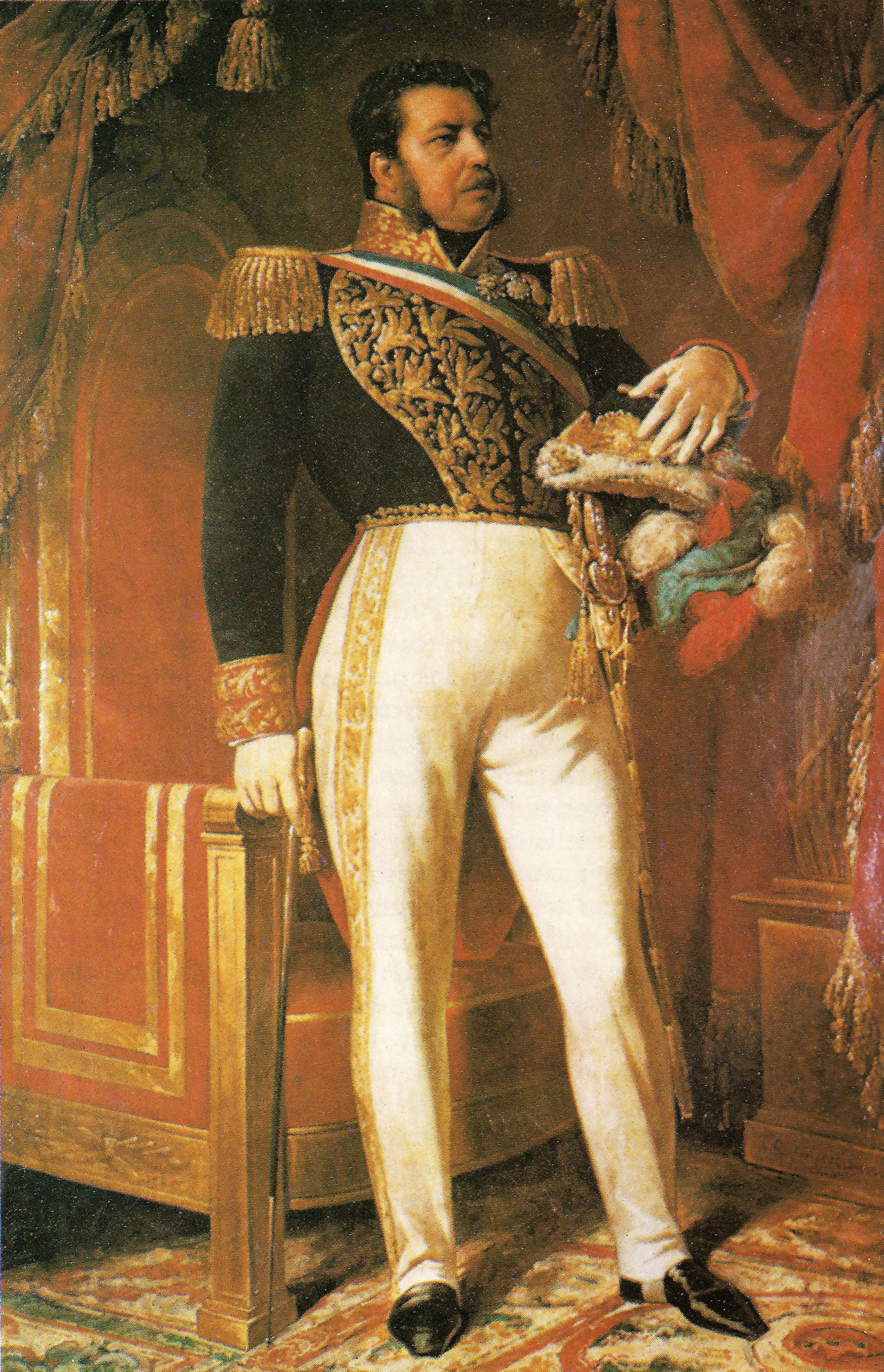
General Manuel Bulnes.

El general Bernardo O'Higgins, que fue el primer jefe de Estado de Chile independiente, durante su exilio en Lima acrecentó su conocimiento de la Patagonia y estudió detenidamente los derechos que Chile tenía sobre esa región lo que lo llevaron a elaborar diversos proyectos destinados a su ocupación y colonización.
Los proyectos preparados por O'Higgins respecto de la Patagonia y el estrecho de Magallanes en particular fueron inicialmente dos. El primero contemplaba el establecimiento de un servicio de remolcadores a vapor para remolcar veleros y el segundo consistía en la fundación de colonias en dos o tres puntos del Estrecho donde las naves pudiesen ser reparadas y aprovisionadas de víveres y combustible. 
En 1836 O'Higgins presentó estos planes a la consideración de su amigo el capitán John Smith, marino británico de gran experiencia en la navegación del estrecho de Magallanes. Este le contestó por escrito en noviembre de 1837 manifestándole su total aprobación al proyecto y recomendándole su ejecución, pero no fue puesto en conocimiento de las autoridades chilenas que en esa fecha estaban preocupadas de la guerra contra Confederación Perú-Boliviana.
En 1838 el general Manuel Bulnes, comandante en jefe del ejército restaurador, ocupada Lima fue a visitar a O'Higgins, oportunidad que éste aprovechó para darle a conocer sus proyectos respecto al Estrecho y posteriormente, cuando el general Bulnes asumió la presidencia de la República de Chile continuó manteniendo correspondencia con él respecto del tema.
Finalmente, tres hechos íntimamente relacionados entre sí contribuyeron a decidir al presidente Bulnes a ordenar la ocupación del Estrecho y las tierras adyacentes. Estos fueron: la navegación a vapor, los adelantos náuticos, cartografía, principalmente los efectuados por los comandantes Parker King y Fitz Roy y el temor que el abandono de la soberanía de España y ahora de Chile sobre esos territorios despertara el apetito de alguna potencia europea de ocupar dicha zona.

## Alistamiento de la expedición y construcción de la goletaAncud

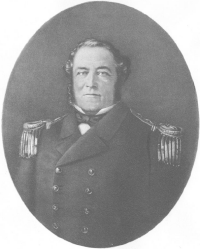
Capitán de fragata Juan Guillermos.

En 1841 cuando el piloto Jorge Mabón presentó la solicitud para que se le otorgara una concesión para establecer un servicio de remolcadores en el estrecho de Magallanes, en la comisión de estudio del proyecto nombrada por el gobierno estaba el joven comisario contador de marina Domingo Espiñeira quien en esa época formaba parte de la dotación del Ministerio de Marina. Como consecuencia del informe de la comisión, entre otras consideraciones, el gobierno con fecha 1 de abril de 1842 decidió enviarlo como intendente de Chiloé y le encomendó la tarea de organizar la expedición para la colonización del Estrecho.
En cuanto llegó a Chiloé, Espiñeira se preocupó de reunir el máximo de información sobre la zona de Magallanes, indagaciones que lo convencieron de que esa zona era susceptible de cultivos y de producir lo necesario para desarrollar y sustentar la vida. Para comandar la expedición nombró al capitán de puerto de San Carlos de Ancud, capitán de fragata Juan Guillermos, marino inglés, nacionalizado chileno. Buscó la nave apropiada y al no encontrarla dispuso la construcción de una ballenera y un bote en San Carlos de Ancud bajo la dirección de Guillermos.
El alistamiento de la expedición llegó al conocimiento público y fue ampliamente apoyado por la comunidad, dentro de los que contribuyeron significativamente en obtener este apoyo estuvo Domingo Faustino Sarmiento, destacado exiliado, y futuro presidente argentino, que desde las columnas del diario El Progreso, entre el 11 y el 28 de noviembre de 1842, respaldó fervorosamente el proyecto haciendo ver su importancia económica y la necesidad de poblar las riberas del Estrecho antes que lo hiciera alguna potencia extranjera. 
En enero de 1843 llegó a San Carlos de Ancud procedente de un reconocimiento a la zona del lago Llanquihue el prusiano Bernardo Eunom Philippi, poseedor de conocimientos en ciencias exactas, agrimensura, navegación y apasionado por las ciencias naturales y la exploración. Espiñeira en cuanto lo conoció vio en él la persona apropiada para acompañar al comandante Guillermos en la expedición, le ofreció el puesto de naturalista de la expedición, lo que Philippi aceptó de inmediato.
La embarcación iniciada como una ballenera creció durante su construcción adoptando definitivamente la forma de una goleta de dos palos de 15,84 metros de eslora, 3,84 metros de manga y 2,78 metros de puntal de 27 toneladas de desplazamiento. A fines de marzo de 1843 el casco del buque fue arrastrado por yuntas de bueyes hasta el mar y fue bautizado como Presidente Bulnes por el intendente, pero el presidente rechazó ese honor disponiendo que se le pusiese Ancud. En el mes de mayo de ese mismo año la goleta estuvo lista para hacerse a la mar.

## La expedición al Estrecho
El 22 de mayo de 1843 la población de Ancud con el intendente Espiñeira a la cabeza despidieron a los 22 tripulantes que zarpaban a bordo de la goleta Ancud bajo el mando del capitán Guillermos. Eran, además de Juan Guillermos, Jorge Mabón como piloto, un timonel y cinco marineros más el personal que iba a permanecer en el estrecho de Magallanes: el teniente de artillería Manuel González Idalgo, dos suboficiales y cinco soldados además de las esposas de dos de ellos. Como supernumerarios iban Philippi, naturalista, un carpintero y un niño, hijo del capitán Guillermos. 
La Ancud navegó el canal de Chacao, recalando en Dalcahue y luego en Curaco de Vélez, puerto en el que embarcó como piloto al práctico Carlos Miller, hombre de mar inglés avecindado en la zona y por muchos años dedicado a la caza de lobos y nutrias en el área de Chiloé y el estrecho de Magallanes, subiendo a 23 el número de exploradores. El capitán Guillermos lo contrató porque era conocida su experiencia en la navegación de la ruta a recorrer. Luego la nave prosiguió hacia la boca del Guafo cruzándola con mar mala el 28 de mayo lo que le hizo perder una chalupa.
La navegación continuó por el interior de los archipiélagos de las Guaitecas y de los Chonos hasta el 11 de junio, fecha en que fondearon en Puerto Americano al sur de la isla Tangbac en la orilla occidental del canal Moraleda. Allí se encontraron con dos naves estadounidenses dedicadas a la caza de lobos y nutrias: el bergantín goleta Enterprise y la goleta Betzei. El capitán de la Betzei le facilitó a Guillermos las cartas británicas con los levantamientos de Fitz Roy para que las copiara; Guillermos aprovechó además ese tiempo para construir un bote para reemplazar el perdido. La construcción la dirigió un anciano lobero que se encontraba en el puerto, Juan Yates, el que pidió como recompensaba ser transportado y desembarcado en la isla Inchemó donde tenía gente cortando cipreses. El 5 de julio zarparon de Puerto Americano navegando la ruta de los canales hasta salir al océano Pacífico por la bahía Anna Pink, pero les tocó un temporal de norte cuyo oleaje los mantuvo inmovilizados desde el 9 al 26 de julio, fecha en que decidió regresar a Puerto Americano para reparar las vías de agua producidas por el oleaje en los intentos de salir a alta mar y también reparar la mecha del timón que había sido averiada.
Llegaron a Puerto Americano el 2 de agosto, Guillermos sacó el timón averiado y al comprobar que la avería no la podían reparar con sus propios medios, alistó la chalupa y envió a Philippi, Miller y 5 hombres en la embarcación a Ancud con el timón para su reparación. La partida recaló en Dalcahue y continuó hasta Ancud, repararon el timón y regresaron con una embarcación alquilada en la que trasladaron el timón reparado y víveres para la nave. Esta operación demoró 23 días en total. En el intertanto Guillermos en Puerto Americano sorprendió a unas embarcaciones que trasladaban contrabando al Enterprise, por lo que le ordenó al buque abandonar el puerto y el archipiélago notificándolo que si lo volvía a encontrar en algún puerto de la República confiscaría la nave. 
El 6 de agosto, reparada la nave, el capitán Guillermos continuó su navegación, esta vez Anna Pink y el golfo de Penas estuvieron totalmente tranquilos por lo que desembarcó en Inchemo a Yates sin dificultad, ingresó el 12 de agosto al canal Messier, navegó los canales patagónicos que en el futuro serían la ruta habitual de navegación, entró al estrecho de Magallanes el 17 de septiembre y el 21 del mismo mes fondeó en Puerto del Hambre.

## Toma de posesión

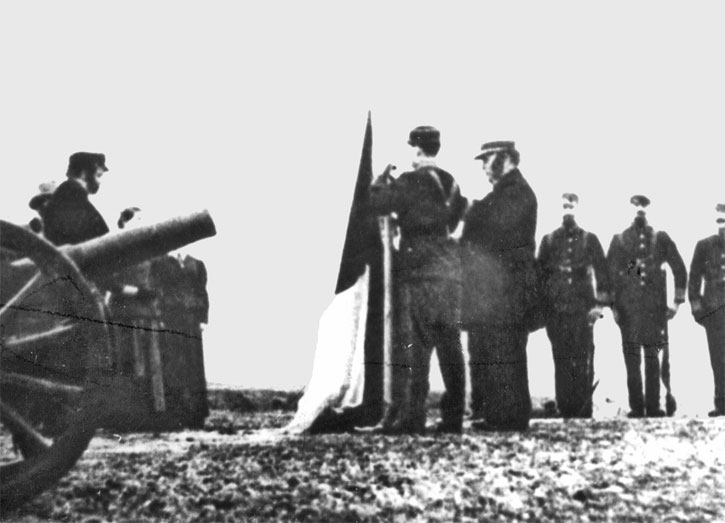
Toma de posesión del territorio de Magallanes, reproducción del hecho.

Al recalar al Puerto del Hambre, Guillermos observó que en punta Santa Ana se alzaba un asta en lo más alto del promontorio. Desembarcó acompañado de Philippi, el teniente González y 4 soldados armados. Al pie del asta encontraron un jarro de greda que contenía 3 monedas británicas y un pliego que informaba el paso de los vapores Chile y Perú como las primeras naves a vapor en cruzar el Estrecho desde el océano Atlántico al Pacífico. El comandante Guillermos reemplazó las monedas por chilenas y sustituyó el pliego por una copia.
Luego desembarcaron un cañón y la tripulación de la Ancud y al pie del asta izó solemnemente la bandera de Chile, saludándola con 21 cañonazos los que fueron contestados por otros 21 desde la goleta. El comandante Guillermos luego de exclamar “¡Dios salve a la Patria!” y dar un sonoro “¡Viva Chile!” declaró que tomaba posesión del estrecho de Magallanes en nombre de la República de Chile. Se procedió a levantar un acta que fue firmada por todos los presentes. La toma de posesión tuvo lugar en el mismo lugar en que 259 años antes Pedro Sarmiento de Gamboa tomara posesión del Estrecho en nombre de la corona de España.
El acta dice:

¡Dios salve a la Patria! - ¡Viva Chile!

En cumplimiento de la orden del Gobierno Supremo, el día veintiuno del mes de septiembre del año de 1843, el ciudadano capitán graduado de fragata de la Marina Nacional, don Juan Guillermos y asistido con el teniente de artillería don Manuel González Idalgo, el piloto 2° de la Armada Nacional don Jorge Mabon, el naturalista prusiano  voluntario don Bernardo Philippi y el sargento 2° distinguido de artillería don Eusebio Pizarro, que actúa de secretario, con todas las formalidades de costumbre tomamos posesión de los Estrechos de Magallanes y su territorio en nombre de la República de Chile, a quien pertenece conforme está declarado en el artículo, 1° de su Constitución Política, y en el acto se afirmó la Bandera Nacional de la República, con salva jeneral de veintiún tiros de cañón.

En nombre de la República de Chile protesta en el modo más solemne cuantas veces haya lugar contra cualquier poder que hoy o en adelante trate de ocupar alguna parte de este territorio. Y firmaron conmigo el presente acto el día 21 de septiembre de 1843 y el segundo año de la Presidencia del Excelentísimo Señor Jeneral don Manuel Bulnes.- 
Juan Guillermos – Manuel Gonzáles Idalgo – Jorge Mabon – Bernardo Philippi, naturalista en comisión del Gobierno de Prusia y voluntrio de esta espedición – Eusebio Pizarro, secretario.

Los demás individuos que presenciamos esta acta de posesión son los siguientes:
Están los nombres y apellidos de 18 personas, de estos dos son mujeres.

Al día siguiente apareció por el norte y fondeó cerca de la Ancud la fragata a vapor francesa Phaéton procedente de Río de Janeiro en demanda de Talcahuano para aprovisionarse de carbón y continuar a las islas Marquesas. El 23 recaló el ballenero Fleurus también francés. El domingo 24 las tripulaciones de las naves francesas desembarcaron en punta Santa Ana y celebraron misa al pie del asta donde izaron la bandera de Francia. El lunes 25 los franceses volvieron a desembarcar esta vez a cortar leña e izaron su bandera en el asta de punta Santa Ana. Guillermos al ver esto envió al comandante de la Phaéton, teniente de navío Maissin, una formal nota de protesta redactada en francés por Philippi y llevada personalmente por éste al comandante francés. Además Guillermos hizo desembarcar una escuadra de honor e izó el pabellón chileno en el asta de punta Santa Ana. Maissin respondió a la protesta que él había izado su pabellón como era costumbre hacerlo por las naves de todas las naciones que navegaban esas regiones, que no tenía poderes para reconocer la posesión de Chile de este territorio y que en ningún caso había pretendido atentar contra los derechos de Chile cosa que solo su gobierno podía decidir. Con esta nota dieron por terminado el incidente y las naves francesas zarparon el 26 y 27 de septiembre, la Fleurus primero y la fragata después. Luego del zarpe de las naves francesas, Guillermos, al lado del asta de punta Santa Ana, hizo fijar clavado entre dos postes un tablón grabado por un lado con las palabras: REPÚBLICA DE CHILE y por el otro VIVA CHILE.

## Construcción del Fuerte Bulnes - Regreso
Las instrucciones que llevaba Guillermos indicaban que debía efectuar una exploración de la ribera occidental del Estrecho para escoger el sitio más apropiado donde establecer el fortín que sería la base del posterior poblamiento, para ello zarpó el 27 de septiembre rumbo al norte recalando en Punta Arenosa, actual Punta Arenas, continuó a bahía Peckett, lugar en el que encontró a unos 40 tehuelches con los que trató de establecer contacto, pero no pudo entenderse con ellos, continuó hacia bahía San Gregorio y bahía Posesión punto desde el cual regresó pasando esta vez a la isla Isabel donde colocó un tablero igual al instalado en punta Santa Ana, desembarcaron en punta Arenosa donde encontraron muestras de carbón de piedra y fondeó de regreso en Puerto del Hambre el 12 de octubre.
Luego de esta inspección, Guillermos decidió levantar el fuerte en punta Santa Ana por ser el lugar más apropiado ya que había agua y bosques cercanos. El 13 de octubre Philippi, designado arquitecto y constructor, comenzó la construcción del fortín, el 30 del mismo mes estaba concluida la planta baja por lo que Guillermos procedió a bautizarla en forma solemne ese mismo día. Bajaron a tierra además de los soldados, los tripulantes de la goleta y del bergantín Scapewing surto en la bahía y desde tierra se dispararon 21 cañonazos que fueron contestados desde la Ancud. Guillermos roció la construcción con una botella de vino y la bautizó con el nombre de Fuerte Bulnes. Continuaron los trabajos de construcción hasta el 7 de noviembre. El fuerte contaba con una empalizada y un foso alrededor, con puente levadizo, que le servirían de defensa. El 11 de noviembre de 1843 el comandante Guillermos procedió a entregar el recinto al teniente González Hidalgo y lo invistió como gobernador provisorio del territorio. Procedieron a instalarse en las dependencias el teniente González, cinco soldados, las esposas de dos de ellos y el piloto Jorge Mabon. 
El 12 de noviembre la Ancud zarpó a punta Arenosa para recoger muestras de carbón, regresando a Puerto del Hambre del que zarpó definitivamente de regreso a Chiloé el 15 del mismo mes. El 29 de noviembre, frente a la isla San Pedro, divisaron una chalupa con el pabellón de Francia, se trataba de los tripulantes de ballenero Fleurus que había naufragado el 6 de noviembre en el Estrecho, los embarcaron y continuaron hacia el norte, fondeando de regreso en San Carlos de Ancud el 25 de diciembre de 1843. La comisión había durado 7 meses y unos días.

## Importancia y consecuencias
La toma de posesión del estrecho de Magallanes por parte de Chile fue una maniobra de incalculables proyecciones para el país y pasaría a la historia como uno de los grandes logros del gobierno del general Manuel Bulnes. Esta posesión era clave para ejercer el dominio sobre una vía de navegación que pasó a ser el punto de recalada de veleros y vapores que, en número creciente, comenzaron a utilizar esta ruta en lugar de la del cabo de Hornos por ser más segura y corta. Contribuyó al desarrollo del comercio entre las naciones. Además, esta acción, se efectuó libre de enfrentamientos con los otros países interesados, Argentina, Reino Unido y Francia.
La toma de posesión impuso al gobierno chileno la obligación de atender su abastecimiento y a la Armada de Chile la tarea de conocer y acrecentar el conocimiento y navegación de la ruta de los canales chilotes y patagónicos siendo esta la mejor escuela para las generaciones futuras de su personal, al tener que trabajar permanentemente en climas tan inhóspitos y severos. El pequeño Fuerte Bulnes fue la base para la colonización y poblamiento de la región.
En Punta Arenas y en Ancud hay monumentos que conmemoran este episodio. El 14 de septiembre de 2017 se publicó la ley 21.034 que declara feriado el 21 de septiembre en la Región de Magallanes y la Provincia de Chiloé.